# Sueles dejarme solo
«Sueles dejarme solo» es una canción del grupo musical de Argentina Soda Stereo. Es la quinta canción del álbum de estudio titulado Canción animal, publicado en 1990 y fue escrita por Gustavo Cerati.
Era la canción más pesada que Soda Stereo presentó en toda su carrera. Posee un sonido de hard rock agresivo y un muy fuerte solo de guitarra que, en las presentaciones en vivo, llevó a Gustavo Cerati a incluso romper su guitarra.
«Sueles dejarme solo» surgió de los ensayos de Tango 3; el proyecto tripartito entre Charly García, Pedro Aznar y Gustavo Cerati. Por problemas de compromisos entre las distintas partes, el proyecto naufragó, pero de esa experiencia quedó el álbum Tango 4 y la canción «Sueles dejarme solo», que surgió en un encuentro entre Cerati y Aznar.

## Composición y análisis

### Contenido lírico
La letra trata de un hombre que se siente rechazado por una mujer. Partes como "Nena, nunca voy a ser un superhombre, y sueles dejarme solo" hacen referencia a que este hombre nunca va a ser uno como el que ella espera, entonces es rechazado.

### Estructura musical
La versión original comienza con un riff lento de guitarra eléctrica, a la que luego se le agrega otra guitarra extra, y posteriormente comienza a sonar la batería y demás instrumentos. Con el paso del tiempo la canción se va haciendo más agresiva, para culminar inesperadamente con un fuerte solo de guitarra.
En la versión del álbum Gira me verás volver, Cerati hace más lento el riff al principio y la segunda guitarra no es incluida. Además de, en la mayoría de los casos, romper una PRS en el primer solo para luego buscar su clásica Multifoil y seguir con la última parte de la canción.

## Versiones
En ese año, en 1990 y en 1991, el grupo la interpretó en vivo en todos los conciertos de la primera parte de la Gira animal, y en la minigira de despedida El último concierto de 1997. También la interpretó en el estadio de River Plate, pero ninguna de estas dos versiones fue publicada en algún álbum. Como solista, Gustavo Cerati la interpretó en su álbum Canciones elegidas 93-04. En la gira Me verás volver de 2007 se volvió a rescatarla, y esta sí fue publicada en el disco Gira me verás volver CD2 en la pista 6.
En el año 1999 el grupo musical de Argentina Cabezones hace una versión de esta canción en su primer álbum, que fue muy bien recibida por el público.
Aparece dos veces en el álbum Gracias Totales: tributo bizarro a Soda Stereo, siendo interpretado por Ave Murta y por Plein.

## Créditos y personal

### Miembros originales
- Gustavo Cerati: Voz, composición y guitarra.
- Zeta Bosio: Bajo.
- Charly Alberti: Batería.

### Artistas invitados
- Daniel Melero: Coproductor y teclados.
- Tweety González: Teclados.
- Peter Baleani: Coordinador de producción.
- Mariano López: Ingeniero.